# Директива 2000/53/ЕС

## История директивы
Проект директивы, нацеленной на то, чтобы ограничить использование четырёх основных тяжелых металлов (кадмия, свинца, ртути, шестивалентного хрома) в машинах, был предложен в 1997 году. Список был утвержден парламентом ЕС в мае 2000 года, и 18 сентября 2000 года он стал директивой 2000/53/ЕС. Особенно жёсткие требования в документе предъявляются к содержанию шестивалентного хрома. Эта директива допускает использование шестивалентного хрома только для защиты от коррозии и ограничивает его общее содержание до 2 г на машину. Для всех других целей использование шестивалентного хрома не допускается. Окончательно эта директива вступила в действие в июле 2007 года. Во исполнение этого документа все 25 стран ЕС (состоявшие в союзе на момент подписания директивы) внесли соответствующие изменения в свои национальные законодательства.

## Основные положения Директивы о ВЭА
Основные положения Директивы о ВЭА:
1. страны ЕС создают у себя необходимую систему и соответствующие структуры по сбору вышедших из эксплуатации автомобилей (ВЭА) и использованных запчастей, а также процедуру выдачи сертификата об уничтожении автомобиля для снятия его с учёта, и добиваются того, чтобы производители (изготовители или непосредственные импортеры) покрывали всю или большую часть связанных с этим расходов;
2. страны ЕС обеспечивают условия, чтобы утилизацией ВЭА занимались только авторизованные (сертифицированные) организации;
3. страны ЕС добиваются того, чтобы на 1 января 2006 г. коэффициент повторного использования и переработки компонентов и материалов, содержащихся в одном ВЭА, составлял 85 % от его массы, включая получение тепловой энергии за счет сжигания части остатков шредирования автомобилей (США), или 80 % от его массы без сжигания АШО. Что касается автомобилей, выпущенных до 1 января 1980 г., этот коэффициент должен быть не ниже 75 % со сжиганием и 70 % без такового. А на 1 января 2015 г. этот коэффициент должен составлять 95 % с учётом сжигания и 85 % — без сжигания;
4. страны ЕС обеспечивают положение, при котором автопроизводители применяли стандартную кодировку деталей и материалов на автомобилях в целях удобства их распознавания и последующей утилизации и предоставляли информацию о таких материалах и порядке их демонтажа заинтересованным организациям не позднее, чем через 6 месяцев с момента появления этих автомобилей на рынке;
5. чтобы уменьшить загрязнение окружающей среды, страны ЕС с 1 июля 2003 г. не допускают к продаже автомобили, при изготовлении которых использованы свинец, ртуть, кадмий и шестивалентный хром, и стимулируют производителей к изготовлению автомобилей из материалов, подлежащих рециклингу.

## Эколого-экономический эффект
Утилизация автотранспортных средств (АТС), вышедших из эксплуатации, — это не только уменьшение загрязнения окружающей среды, но и снижение потребления природных ресурсов и энергии. Эколого-экономический эффект от утилизации АТС складывается из экономической составляющей, включающей уменьшение затрат при вторичном использовании материалов и связанным с этим уменьшением производства материалов из ископаемых природных ресурсов, уменьшение потребления энергии, и экологической составляющей, включающей уменьшение загрязнения почвы, водных ресурсов, атмосферного воздуха от воздействия брошенных и не утилизированных АТС, уменьшение загрязнения окружающей среды при использовании в производстве рециклированных материалов.
По расчетным оценкам, эколого-экономический эффект при утилизации среднестатистического легкового автомобиля в Российской Федерации массой 1050 кг на 85 % за полный жизненный цикл составляет 7400 руб./автомобиль, что включает уменьшение расхода ископаемых природных ресурсов на 3300 кг/автомобиль, снижение расхода энергии на 56000 МДж/автомобиль, уменьшение выбросов вредных веществ на 1960 кг/автомобиль, уменьшение ущерба окружающей среде на 1000 руб./автомобиль. При этом затраты на утилизацию одного автомобиля составляют 3000 р.